# Euscelidia peteraxi
Euscelidia peteraxi là một loài ruồi trong họ Asilidae. Euscelidia peteraxi được Dikow miêu tả năm 2003. Loài này phân bố ở vùng nhiệt đới châu Phi.